# 330年代
330年代（さんびゃくさんじゅうねんだい）は、西暦（ユリウス暦）330年から339年までの10年間を指す十年紀。